# Giuseppe Del Majno
Giuseppe Del Majno (Piacenza, 22 dicembre 1801 – Parma, 14 agosto 1883) è stato un violinista italiano.

## Biografia
Giuseppe Del Majno nacque a Piacenza il 22 dicembre 1801. Intraprese lo studio del violino in giovane età, e divenne poi allievo di Mosè Borsani. Completati gli studi, Del Majno ottenne il posto di spalla dell'Orchestra stabile di Piacenza. 
Nell’ambito dell’orchestra di Piacenza, Del Majno si esibì più volte anche come direttore. Ma questa attività con molta probabilità rimase secondaria perché non si trovano informazioni nella sua successiva carriera musicale. 
Dal 1829 si hanno nuove notizie di Del Majno a Parma. Come riporta Parmenio Bettòli: 
Alla morte di Ferdinando Rolla, Del Majno fu confermato nell'incarico di prima viola dal 1830 al 1881.
Nel dicembre del 1836, su invito del delegato alla presidenza degli ospizi civili di Parma, Del Majno accettò di insegnare gratuitamente agli allievi della Scuola del Carmine, che poi divenne la Reale Scuola di musica parmense.
Nel 1840 Del Majno fu nominato insegnante effettivo di viola e violino nella Scuola del Carmine; tenne l’incarico sino alla sua morte. Nominato per diversi anni vicedirettore, Del Majno tenne poi la direzione della Regia Scuola di musica dal 1874 al 1875.
Giuseppe Del Majno ha lasciato una lunga lista di allievi tra i quali si possono ricordare:  Giovanni Bolzoni, Carlo Comandini, Lodovico Neri, Francesco Nastrucci, Lodovico Mantovani, Roberto Mantovani,  Alessandro Silva da Coreggio, Esmeraldo Aicardi e, ultimo ma non per importanza, Enrico Polo.
Del Majno morì a Parma il 14 agosto 1883.